# Gu-yeochin club
Gu-yeochin club (구여친클럽?, Gu-yeochin keulleopLR), nota anche con il titolo internazionale Ex-Girlfriend's Club, è una serie televisiva sudcoreana del 2015.

## Trama
Kim Soo-jin è una produttrice cinematografica che si ritrova, con suo grande dispiacere, a doversi occupare del lavoro del suo ex-fidanzato, Bang Myung-soo. Come se non bastasse, la giovane scopre anche che il lavoro in questione racconta la sua storia con Myung-soo e quella delle tre sue precedenti fidanzate, che per motivi diversi rientrano contemporaneamente nella vita del giovane.